# ديشار وتدي
ديشار وتدي (الاسم العلمي: Sphenopteris)، هو جنس منقرض من سرخسيات بذرية، تواجد خلال الفترة ما بين العصر الديفوني وحتى أواخر العصر الطباشيري.